# Streptocaulus pulcherrimus
Streptocaulus pulcherrimus är en nässeldjursart som beskrevs av George James Allman 1883. Streptocaulus pulcherrimus ingår i släktet Streptocaulus och familjen Aglaopheniidae. Inga underarter finns listade i Catalogue of Life.